# Luthern
Luthern é uma comuna da Suíça, no Cantão Lucerna, com cerca de 1.461 habitantes. Estende-se por uma área de 37,76 km², de densidade populacional de 39 hab/km². Confina com as seguintes comunas: Eriswil (BE), Hergiswil bei Willisau, Sumiswald (BE), Trub (BE), Ufhusen, Willisau Land.
A língua oficial nesta comuna é o Alemão.